# La Femme guêpe
Pour plus de détails, voir Fiche technique et Distribution.
La Femme guêpe (The Wasp Woman) est un film américain réalisé par Roger Corman, sorti en 1959.

## Synopsis
Janice Starlin, la directrice et fondatrice d'une importante fabrique de produit de beauté enregistre depuis plusieurs mois de mauvais résultats. Au cours d'une réunion du comité de direction, l'un des participants explique que la raison de ce déclin est Janice Stralin elle-même, en effet depuis 18 ans elle est l'icône de la firme, son visage en illustrant toutes les campagnes publicitaires, or avec le temps, elle a perdu une partie de l'éclat de sa beauté et sa jeunesse. C'est alors qu'elle fait la rencontre du professeur Zinthrop, celui-ci travaille à un élixir de jeunesse à partir de gelée royale prélevée sur des élevages de guêpes. Il lui fait une démonstration immédiate sur deux cochons d'Inde avachis qui après une piqure retrouvent jeunesse et vigueur. Janice engage Zinthrop et lui fait construire un laboratoire afin qu'il mette au point un dérivé de sa formule administrable à l'homme. 
Les cadres et les employés de la firme sont intrigués par le personnage de Zinthrop et finissent par obtenir la preuve qu'il s'agit d'un charlatan. Lorsque l'élixir est prêt Janice se fait faire une première injection et les résultats ne tardent pas à être spectaculaires. Mais un matin Zinthrop en rentrant dans son laboratoire, retrouve le chat sur lequel il avait testé l'élixir fou furieux à ce point qu'il est obligé de le tuer. Zinthrop soucieux quitte la firme et se fait renverser par une voiture. Janice continue les injections mais les effets secondaires ne tardent pas à se manifester et un jour transformée en femme guêpe, elle tue l'un de ses cadres qui fouillait dans le laboratoire. Conscient de son état, elle rapatrie Zinthrop de l'hôpital, espérant qu'il se réveillera de son coma pour l'aider. 
Mais il est trop tard, les meurtres se multiplient.

## Fiche technique
- Titre original : The Wasp Woman
- Titre français : La Femme guêpe
- Réalisation : Roger Corman
- Scénario : Leo Gordon et Kinta Zertuche
- Photographie : Harry Neumann
- Musique : Fred Katz
- Pays d'origine : États-Unis
- Genre : horreur
- Date de sortie : 1959

## Distribution
- Susan Cabot : Janice Starlin
- Anthony Eisley : Bill Lane
- Barboura Morris : Mary Dennison
- William Roerick : Arthur Cooper
- Michael Mark : Eric Zinthrop
- Frank Gerstle : Les Hellman
- Bruno VeSota : Veilleur de nuit
- Lynn Cartwright : Maureen Reardon

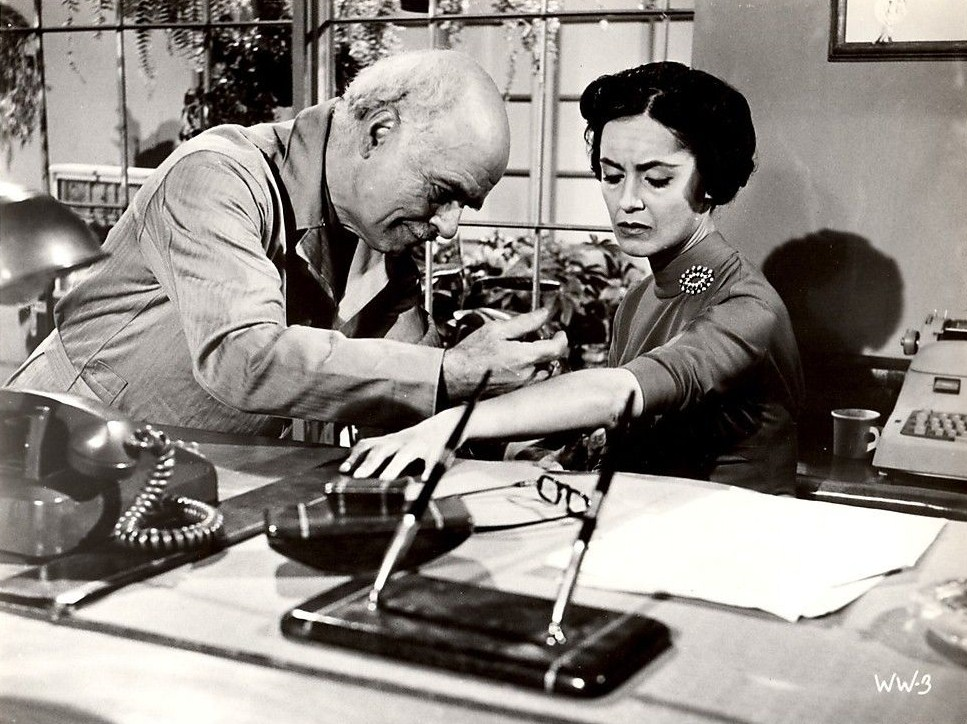
Michael Mark et Susan Cabot dans une scène du film.

- Frank Wolff : Premier homme de livraison